# Rainer Schulz
Rainer Schulz es un deportista alemán que compitió en vela en la clase 470. Ganó una medalla de bronce en el Campeonato Europeo de 470 de 1990.

## Palmarés internacional
| \| Campeonato Europeo \| Campeonato Europeo \| Campeonato Europeo \| Campeonato Europeo \| \| Año \| Lugar \| Medalla \| Clase \| \| ------------------ \| -------------------------- \| ------------------ \| ------------------ \| \| 1990 \| Marina di Carrara (Italia) \| Medalla de bronce \| 470 \| |                            |                   |       |
| Campeonato Europeo |                            |                   |       |
| Año | Lugar                      | Medalla           | Clase |
| 1990 | Marina di Carrara (Italia) | Medalla de bronce | 470   |